# Sandboxie
Sandboxie – otwartoźródłowa piaskownica przeznaczona dla użytkowników systemów Microsoft Windows. Program tworzy wydzielone środowisko operacyjne, w obrębie którego można uruchamiać bądź instalować aplikacje, jednocześnie uniemożliwiając im modyfikację właściwego systemu. Jako wirtualne środowisko umożliwia testowanie niezaufanych, potencjalnie szkodliwych programów oraz utrzymanie większego stopnia bezpieczeństwa podczas przeglądania internetu.
Pierwotnym twórcą programu był Ronen Tzur. W grudniu 2013 r. przedsiębiorstwo Invincea ogłosiła nabycie aplikacji od jej oryginalnego autora, a w lutym 2017 r. Invincea zostało przejęte przez Sophos, brytyjską firmę z branży cyberbezpieczeństwa. W kwietniu 2020 r. Sophos upublicznił kod źródłowy programu i zaprzestał jego rozwijania.
Na bazie programu powstał wciąż rozwijany fork o nazwie Sandboxie Plus.